# Żelazno (obwód Płowdiw)
Żelazno (bułg. Желязно) – wieś w południowej Bułgarii, w obwodzie Płowdiw, w gminie Marica.
We wsi znajdują się dwa trackie kopce - "Wisoka mogiła", "Petranina mogiła"